# 2675 Tolkien
2675 Tolkien هو كويكب، يقع ضمن حزام الكويكبات. اكتشف في 14 أبريل 1982.

## روابط خارجية
- 2675 Tolkien في قاعدة بيانات مختبر الدفع النفاث لأجرام النظام الشمسي الصغيرة

- الاكتشاف · مخطط المدار ·  العناصر المدارية · المعلمات المادية

- 2675 Tolkien على موقع ويكي سكاي: DSS2, SDSS, GALEX, IRAS, Hydrogen α, X-Ray, Astrophoto, Sky Map, Articles and images